# Plestiodon elegans
Plestiodon elegans ist eine Skinkart aus der Gattung Plestiodon, die in Ostasien verbreitet ist.

## Merkmale
Die Gesamtlänge erreicht 17 cm und die Kopf-Rumpf-Länge 6–10 cm. Die Jungtiere sind schwarz, mit drei gelb-orangen Linien am Rücken und am Kopf. Die Mittellinie spaltet sich am Kopf auf. Richtung Schwanz gehen die gelb-orangefarbenen Streifen in ein auffälliges Blau über. Der Schwanz selbst wirkt insgesamt leuchtend blau. Ausgewachsene Weibchen behalten ihre jugendliche Färbung, sodass ein Sexualdimorphismus entsteht. Die Männchen werden im Grundton braun und breite schwarzbraune vertikale Streifen verlaufen an ihren Körperseiten.
Regional bestehen Unterschiede in der Färbung.
Zu den ähnlich aussehenden Arten gehören P. takarai, P. marginatus, P. fasciatus, P. barbouri und P. kishinouyei.

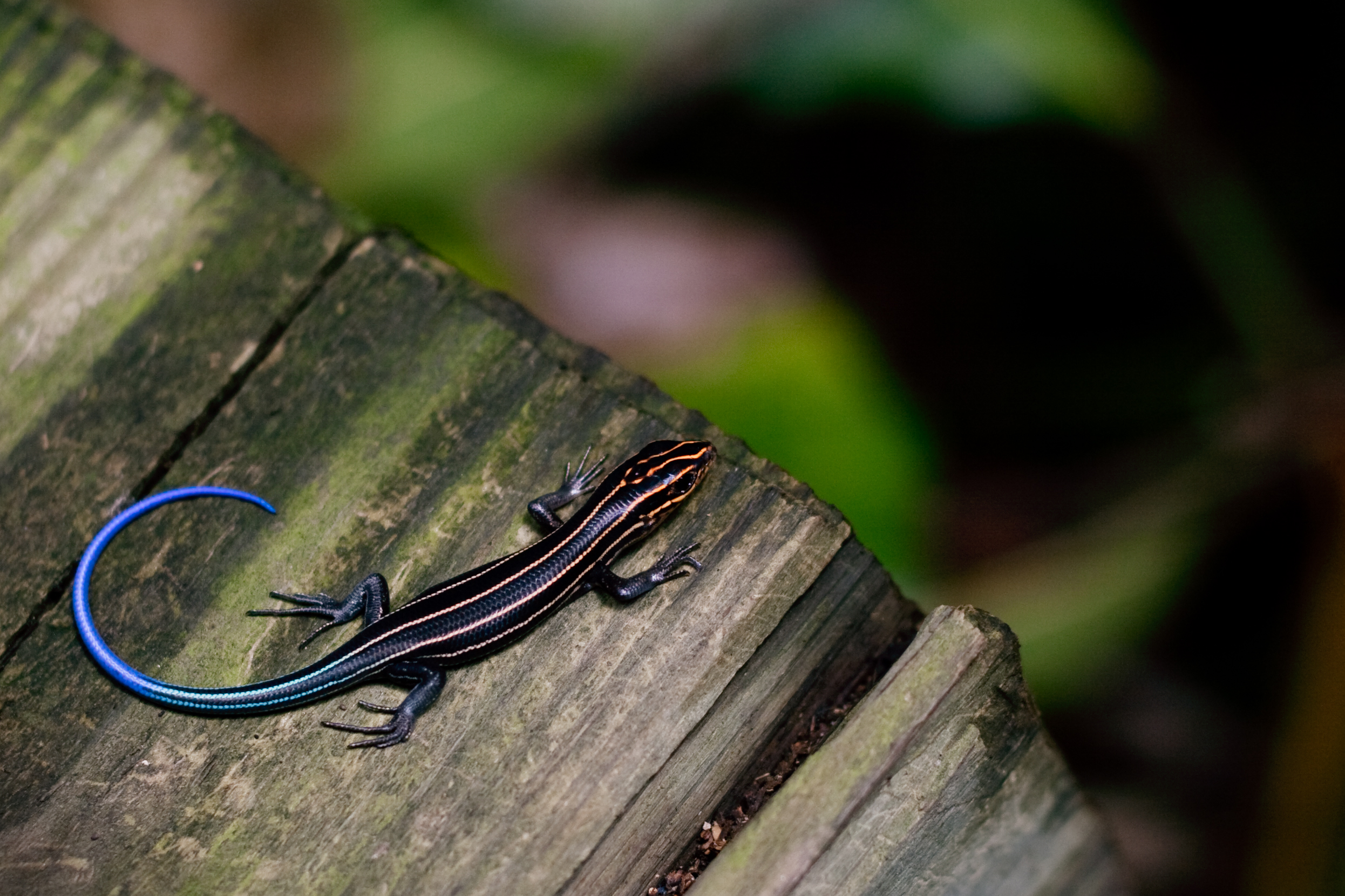
Plestiodon fasciatus
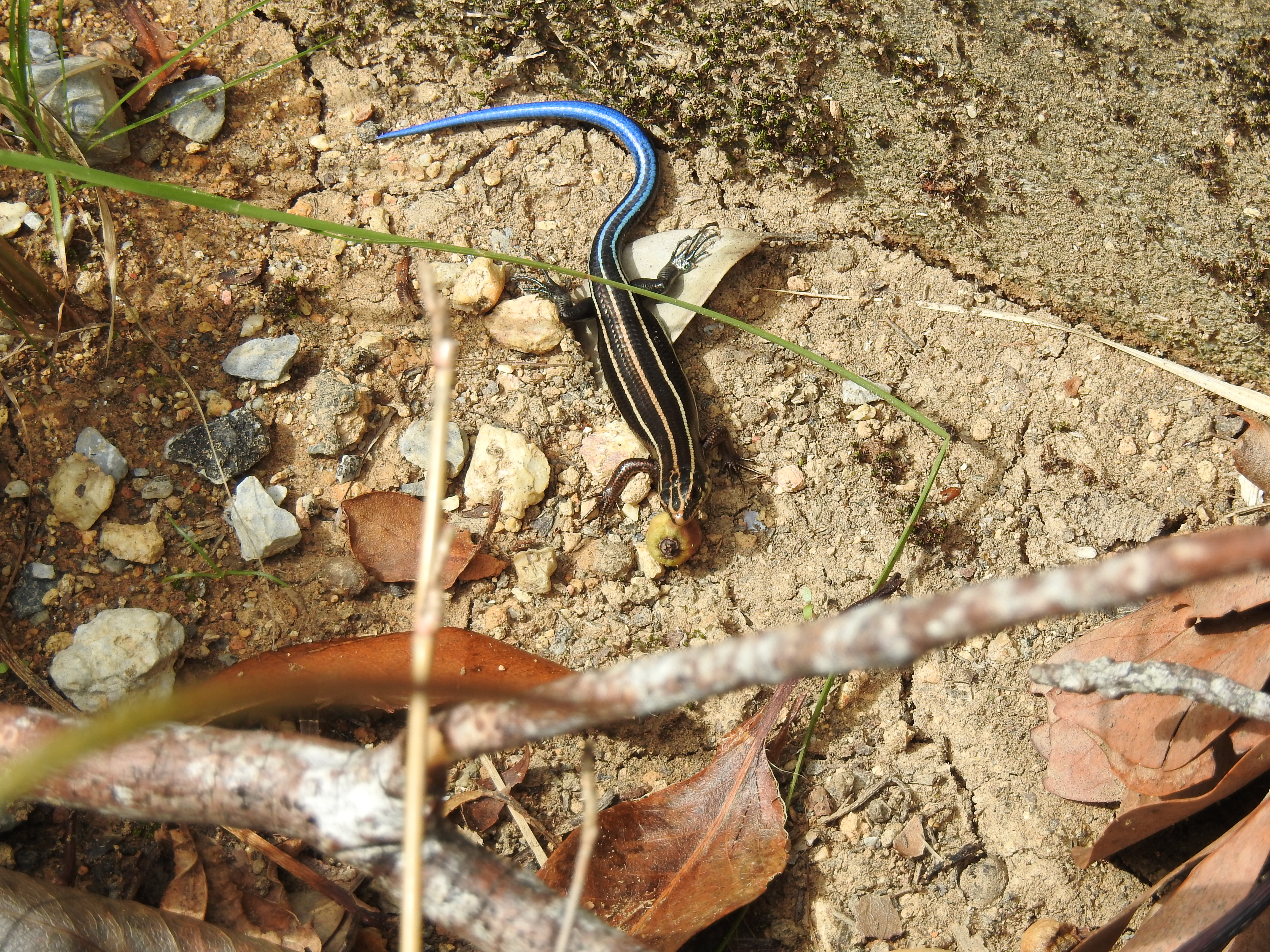
Plestiodon barbouri

## Lebensweise
Die Skinkart ist tagaktiv und lebt am Boden. Die Ernährungsweise wurde kaum je beschrieben, die Hauptbeute sind kleine Gliederfüßer. Vermutet wurden Insekten, wissenschaftlich beobachtet und beschrieben wurde auf Taiwan die Erbeutung einer Grille, einer asiatischen Kellerassel und von sechs Spinnentieren. Auf den japanischen Senkaku-Inseln, die größtenteils felsig sind und nur wenige Gliederfüßer aufweisen, fressen die Skinke auch Fischfleisch, das von Vögeln wie dem Weißbauchtölpel fallen gelassen wird. Von Juni bis Juli legen Weibchen 4–9 Eier.

## Verbreitung und Bedrohung
Das Hauptverbreitungsgebiet der Art erstreckt sich über Südostchina, Nordvietnam, Taiwan und die japanischen Senkaku-Inseln (auf Uotsuri-shima, Minami-Kojima, Kita-Kojima und Kuba-shima). Die Skinke leben in Graslandschaften und Wäldern auf Höhen von bis zu 2500 m. Auf der Roten Liste der IUCN wird die Art als nicht gefährdet („least concern“) eingestuft, da sie besonders im Süden Chinas weit verbreitet ist. Dort wird die Skinkart jedoch auch für traditionelle chinesische Medizin und aufgrund der auffälligen Färbung für den Heimtierhandel gesammelt. In Japan befindet sich die Art seit 2006 auf der nationalen Roten Liste gefährdeter Reptilien Japans. Sie wird dabei als stark gefährdet eingestuft aufgrund des dort auf die Senkaku-Inseln begrenzten und zurückgehenden Verbreitungsgebiets (unter 7 km²). So verändern beispielsweise auf der größten Insel Uotsuri-shima wilde Ziegen den Lebensraum der Skinkart.
Die Verbreitung über die marine Inselwelt ist auf eine gewisse Salzwassertoleranz der Skinke zurückzuführen.

## Forschungsgeschichte
Die Art wurde 1887 von dem belgisch-britischen Zoologen George Albert Boulenger als Eumeces elegans erstbeschrieben.